# 災害被害者に対する租税の減免、徴収猶予等に関する法律
災害被害者に対する租税の減免、徴収猶予等に関する法律（さいがいひがいしゃにたいするそぜいのげんめん、ちょうしゅうゆうよとうにかんするほうりつ、昭和22年12月13日法律第175号）は、震災、風水害、落雷、火災その他これらに類する災害による被害者の納付すべき国税の軽減もしくは免除、その課税標準の計算もしくは徴収の猶予または災害を受けた物品について納付すべき国税の徴収もしくは還付に関する特例に関する法律である。略称は、災害減免法（さいがいげんめんほう）である。
1947年（昭和22年）12月13日に公布された。

## 構成
- 本文（1条 - 8条）
- 附則